# 多萝西·罗奇
多萝西·罗奇（英語：Dorothy Roche，1928年3月26日—2021年11月11日），澳大利亚女子草地滚球运动员。她曾代表澳大利亚参加1990年英联邦运动会草地滚球比赛，获得女子四人金牌。